# Цвіклівці
Цві́клівці — колишнє село Кам'янець-Подільського району Хмельницької області.
4 березня 1987 року виконавчий комітет Хмельницької обласної ради народних депутатів ухвалив у Кам'янець-Подільському районі частину села Цвіклівці, розташовану на лівому березі річки Смотрич, іменувати як село Цвіклівці Другі та підпорядкував його Устянській сільській раді, а частину села на правому березі річки — як село Цвіклівці Перші та залишив його в підпорядкуванні Рудської сільської ради.

## Відомі уродженці
- Корнєєв Анатолій Петрович — герой Небесної сотні, Герой України
- Латюк Марія Андріївна — доярка, Герой Соціалістичної Праці
- Тондій Євгенія Давидівна — педагог, фольклористка

## Пам'ятки археології
- Поселення трипільської культури етапу СІІ, досліджене в 1960 р. Т. Мовшею. В науковій літературі ця пам'ятка відома завдяки знахідці кремаційного поховання - п'ятьох скупчень перепалених людських кісток, виявлених під склепінням давньої пічки[1].

## Охорона природи
Село лежить у межах національного природного парку «Подільські Товтри».